# Prachtframboos
Prachtframboos (Rubus spectabilis) is een soort uit het geslacht braam (Rubus).

## Determinatie
Prachtframboos is een vaste plant met tweejarige stengels, die 1–2 m lang kunnen worden en na de vruchtdracht afsterven. Nieuwe stengels ontstaan uit grondscheuten. De stengels zijn bezet met stekels en oudere stengels verkleuren oranje tot goudbruin. De van onderen groene bladeren zijn drietallig en hebben aan de voet van de bladsteel met de steel vergroeide steunblaadjes. De blaadjes zijn grof gezaagd tot veerspletig.
De soort bloeit van maart tot in mei met helderpaarsachtig rode, 2,5–3,0 cm grote, geurende bloemen. De kroonbladen zijn langer dan de kelk. De vruchten zijn tweemaal zo groot als die van framboos (Rubus idaeus). De vruchten van prachtframboos kunnen rood, geel, oranje of oranjerood zijn.

## Ecologie
Prachtframboos komt van nature voor in bossen en langs rivieren en beken. De planten vormen vaak dichte struwelen in open plekken tussen vegetatie van Amerikaanse els (Alnus rubra).

## Verspreiding
Het natuurlijke verspreidingsgebied van prachtframboos strekt zich uit over ruwweg het noordwestelijke deel van de Verenigde Staten. De zwaartepunten liggen in kuststreken van Alaska en Noord-Californië. In Europa komt de soort voor als exoot.
In Nederland komt de soort lokaal verwilderd voor vanuit aanplant als sierheester in parken en buitenplaatsen. In België is de heester zeer zeldzaam.

## Menselijk gebruik
Rijpe vruchten worden plaatselijk gebruikt voor het maken van jam, snoepgoed, gelatinepudding en vruchtenwijn. De vruchten kunnen afhankelijk van de herkomst verschillend smaken van flauw tot zoet en zijn soms bitter. Voor de inheemse bevolking van Noord-Amerika vormen ze nog steeds een belangrijk voedselbron.
De jonge scheuten kunnen gegeten worden als asperges.

## Fotogalerij

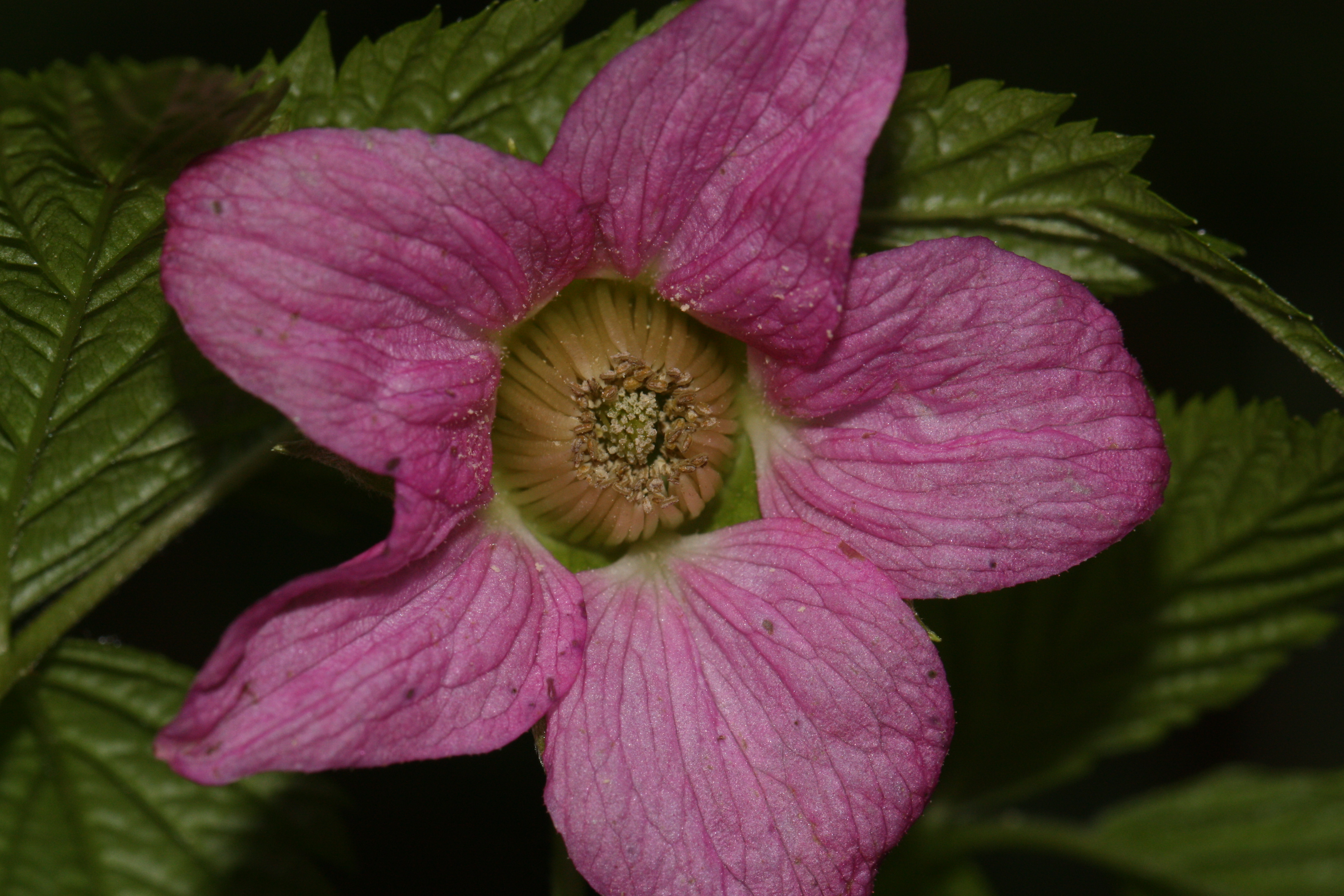
Close-up van de bloem
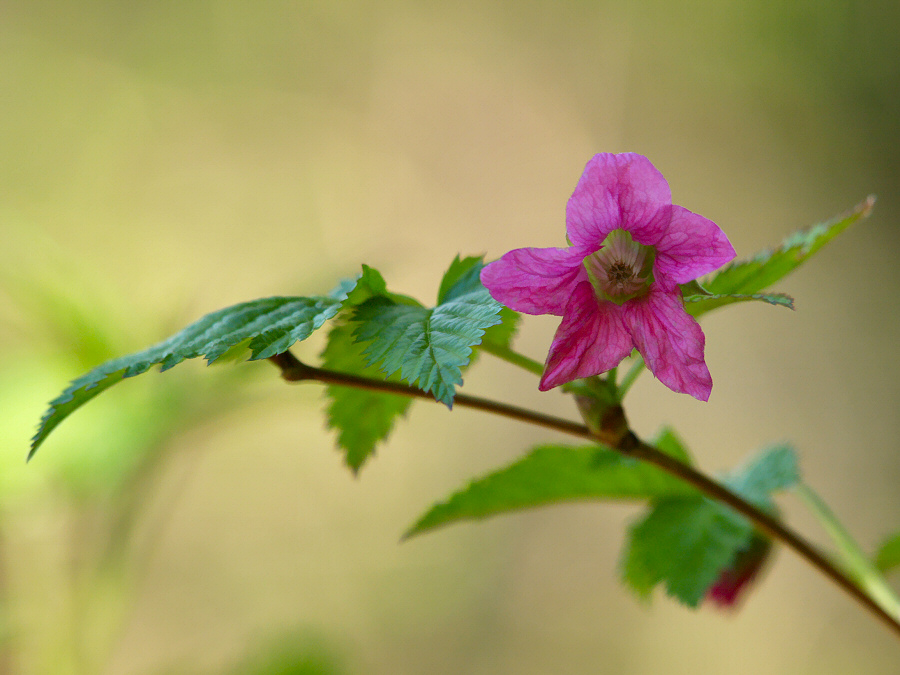
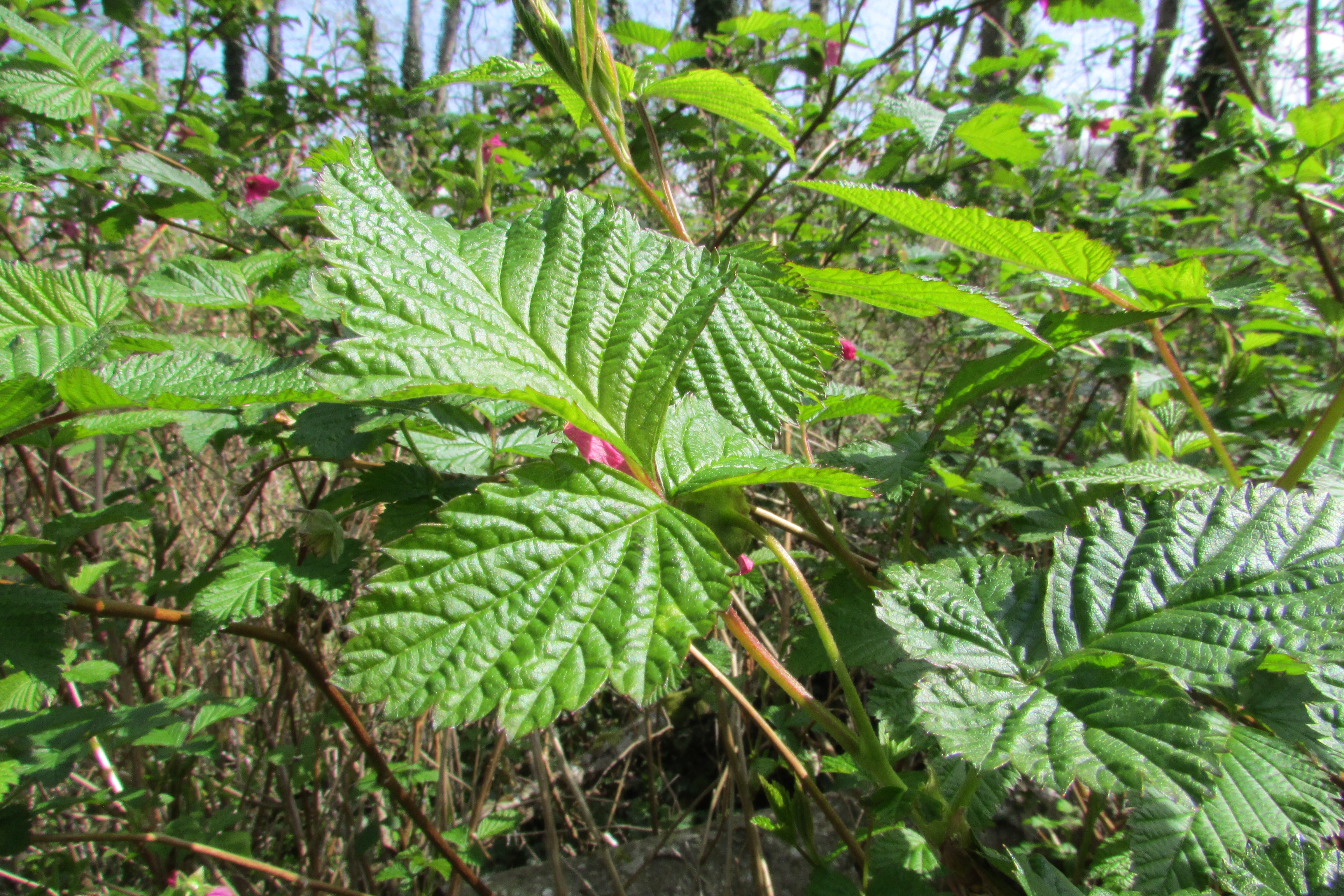